# Under Attack
Under Attack is, wat men destijds dacht, de laatste originele single van de Zweedse popgroep ABBA. Het nummer is afkomstig van het compilatiealbum The Singles: The First Ten Years. Het was ABBA's zevenentwintigste single in Nederland, en de drieëntwintigste (en laatste) top 10-hit in de Nederlandse hitlijsten.

## Geschiedenis
Under Attack was een van de laatste nummers die ABBA ooit opnam. De groep was van plan een geheel nieuw studioalbum uit te brengen, maar de stress die het werkklimaat met zich meebracht -het boterde niet meer zo tussen de leden- leidde ertoe dat de groep een pauze inlaste, waarna er een compilatiealbum werd uitgebracht met alle singles van de groep.

## Ontvangst
Toen Under Attack werd uitgebracht, was ABBA's populariteit reeds tanende. Net als de twee voorgaande singles wist het nummer in geen enkel land de eerste positie te behalen. Sommige fans wijten dit aan het feit dat ABBA zijn tijd te ver vooruit was, anderen bekritiseren het omdat ze het te simpel en poppy vinden in vergelijking met eerder werk van ABBA. Alleen in Nederland en België werd de top 10 behaald. De ingelaste pauze van de groep leidde uiteindelijk tot het uiteenvallen van ABBA.
De meningen over het nummer zijn ook binnen de groep zelf verdeeld: Björn Ulvaeus noemde Under Attack een goed nummer dat een hit zou zijn geweest indien het eerder in de ABBA-periode was uitgebracht, Benny Andersson vond het nummer, ondanks een sterke productie, niet een van ABBA's beste opnames.

## Hitnotering
| Under Attack in de Nederlandse Top 40 - binnen: 11 december 1982 | Under Attack in de Nederlandse Top 40 - binnen: 11 december 1982 | Under Attack in de Nederlandse Top 40 - binnen: 11 december 1982 | Under Attack in de Nederlandse Top 40 - binnen: 11 december 1982 | Under Attack in de Nederlandse Top 40 - binnen: 11 december 1982 | Under Attack in de Nederlandse Top 40 - binnen: 11 december 1982 | Under Attack in de Nederlandse Top 40 - binnen: 11 december 1982 | Under Attack in de Nederlandse Top 40 - binnen: 11 december 1982 |
| Week                                                             | 1                                                                | 2                                                                | 3                                                                | 4                                                                | 5                                                                | 6                                                                |                                                                  |
| ---------------------------------------------------------------- | ---------------------------------------------------------------- | ---------------------------------------------------------------- | ---------------------------------------------------------------- | ---------------------------------------------------------------- | ---------------------------------------------------------------- | ---------------------------------------------------------------- | ---------------------------------------------------------------- |
| Nummer                                                           | 28                                                               | 12                                                               | 6                                                                | 5                                                                | 15                                                               | 35                                                               | uit                                                              |

| Under Attack in de Single Top 100 - binnen: 11 december 1982 | Under Attack in de Single Top 100 - binnen: 11 december 1982 | Under Attack in de Single Top 100 - binnen: 11 december 1982 | Under Attack in de Single Top 100 - binnen: 11 december 1982 | Under Attack in de Single Top 100 - binnen: 11 december 1982 | Under Attack in de Single Top 100 - binnen: 11 december 1982 | Under Attack in de Single Top 100 - binnen: 11 december 1982 | Under Attack in de Single Top 100 - binnen: 11 december 1982 | Under Attack in de Single Top 100 - binnen: 11 december 1982 | Under Attack in de Single Top 100 - binnen: 11 december 1982 |
| Week                                                         | 1                                                            | 2                                                            | 3                                                            | 4                                                            | 5                                                            | 6                                                            | 7                                                            | 8                                                            |                                                              |
| ------------------------------------------------------------ | ------------------------------------------------------------ | ------------------------------------------------------------ | ------------------------------------------------------------ | ------------------------------------------------------------ | ------------------------------------------------------------ | ------------------------------------------------------------ | ------------------------------------------------------------ | ------------------------------------------------------------ | ------------------------------------------------------------ |
| Nummer                                                       | 43                                                           | 9                                                            | 7                                                            | 10                                                           | 15                                                           | 20                                                           | 26                                                           | 39                                                           | uit                                                          |

## Trivia
- Het nummer is onderdeel van de musical Mamma Mia!. In de context van de musical zingt Sophie het nummer als nachtmerrie over haar bruiloft en over hoe ze alles weer goed moet krijgen. Sommige teksten zijn aangepast om beter in het verhaal te passen. Het nummer is weggelaten uit de verfilming van de musical.
- De clip van het nummer eindigt, heel symbolisch, met het verdwijnen van de vier ABBA-leden uit zicht. Net als bij de voorgaande clip, The Day Before You Came, (waar tijdens het derde couplet de afstand en verkoeling tussen de ABBA-leden uitgebeeld lijkt te worden) heeft dit deel geen relatie met de tekst en het verhaal van de song, dat in het eerste deel van de clip uitgebeeld wordt. Het lijkt bewust gekozen symboliek.